# To Mourn Is a Virtue
To Mourn Is a Virtue è il quinto album dei Funeral, pubblicato nel 2011 dalla Solitude Productions. Consiste in una raccolta di tracce demo inedite registrate tra il 1996 e il 2004.

## Tracce
1. Hunger – 8:59
2. God? – 6:49
3. Your Pain is Mine – 7:46
4. The Poison – 5:25
5. Dancing in a Liquid Veil – 9:26
6. How Death May Linger – 9:21
7. Father – 7:31
8. Blood from the Soil – 8:04
9. Wrapped All in Woe – 5:44

## Musicisti

### Formazione
- Frode Forsmo - voce
- Thomas Angell - chitarra
- Christian Loos - chitarra
- Anders Eek - batteria
- Kjetil Ottersen - tastiera
- Einar Andre Fredriksen - basso

### Turnisti e ospiti
- Øystein Rustad - voce
- Sarah-Helene Eick – voce